# Bactérie mangeuse de nylon et créationnisme
La découverte de la bactérie mangeuse de nylon a été utilisée par les détracteurs du créationnisme et du « dessein intelligent » (intelligent design), pour remettre en cause les affirmations créationnistes, à la fois à travers des articles de la presse écrite et de sites internet. Ces bactéries sont en effet capables de produire des enzymes, les nylonases, qui dégradent des sous-produits du nylon, produit synthétique qui n'existait pas avant son invention dans les années 1930. Les adversaires du créationnisme avancent le fait que l'existence de cette bactérie contredit la thèse créationniste, selon laquelle aucune nouvelle information ne peut être ajoutée à un génome par mutation, et que les protéines sont trop complexes pour évoluer à travers un processus de mutations et de sélection naturelle. Les créationnistes ont réagi à ces affirmations sur leurs propres sites web, et ont entraîné à leur tour des réactions de la part des évolutionnistes.

## Critiques du créationnisme
Le problème a été soulevé par les adversaires du créationnisme, comme le Centre National pour l'Enseignement des Sciences, et le New Mexicans for Science and Reason (NMSR), qui ont déclaré que la recherche réfutait les affirmations formulées par les partisans  du créationnisme et du dessein intelligent,. Selon ces derniers, les mutations génétiques et la sélection naturelle ne peuvent pas ajouter de nouvelles informations au génome, et les chances d'obtenir ainsi une nouvelle protéine fonctionnelle, comme une enzyme, par un processus de mutations aléatoires serait extrêmement faible,.
Dave Thomas, président du NMSR, déclare que la duplication de gène et les mutations affectant le cadre de lecture sont à l'origine de mutations aléatoires importantes. Le NMSR a également déclaré que ce sont ces mutations qui ont abouti à l'existence de la nylonase, et que ce serait le cas même si les gènes faisaient partie d'un plasmide tel que suggéré par des créationnistes comme Don Batten.

## Créationnistes
Les partisans du créationnisme, émanant par exemple d'associations comme Answers In Genesis ou Creation Ministries International, ont mis en avant les analyses postées par Don Batten. Celui-ci cite des recherches ayant montré que les gènes impliqués avaient pour origine un plasmide, et déclare qu'il s'agit de la preuve que les plasmides bactériens constituent une fonctionnalité destinée à permettre aux bactéries de s'adapter facilement à de nouvelles sources de nourriture ou de faire face à des produits chimiques toxiques. Batten déclare :
Il semble clair que les plasmides sont des éléments caractéristiques des bactéries, conçus pour leur permettre de s'adapter à de nouvelles sources de nourriture ou de dégrader des toxines. Les détails du mécanisme impliqué ici restent encore à élucider. Jusqu'à présent, les résultats indiquent clairement que ces adaptations ne proviennent pas de mutations faites au hasard, mais ont été élaborées selon un mécanisme précis.
Les opposants au créationnisme ont cependant rejeté l'analyse de Batten. Le NMSR a déclaré que la duplication de gènes et les mutations du cadre de lecture, qui ont donné naissance à la nylonase, sont de puissantes sources de mutations aléatoires, que les gènes soient ou non situés sur un plasmide tel que suggéré par Batten. Un post, publié sur le site TalkOrigins Archive par Ian Musgrave; établit que les bactéries peuvent être porteuses de nombreux gènes grâce à des plasmides, notamment ceux impliqués dans des transformations xénobiotiques ou dans des fonctions métaboliques. Il affirme que chez les bactéries Pseudomonas, la majorité des gènes à l'origine de la dégradation des xénobiotiques sont situés sur des plasmides. Par conséquent, il est tout à fait probable que des mutations intervenues sur ces gènes soient à l'origine des modifications survenues sur la ou les enzymes correspondantes. Le fait que ces gènes soient situés sur des plasmides n'invalide pas le fait qu'ils existent, et ils n'existent que chez deux souches de bactéries. Musgrave a également critiqué Batten pour avoir mal interprété les conclusions de certains auteurs scientifiques au sujet des bactéries mangeuses de nylon.

### Dessein intelligent
La chaîne d'information MSNBC a publié un éditorial dans lequel l'écrivain scientifique Ker Than affirme que l'évolution des enzymes, connues sous le terme de nylonases, était un argument irréfutable à l'encontre des partisans du dessein intelligent, selon lesquels une telle « complexité spécifique (en) » (specified complexity) nécessite l'intervention d'une intelligence supérieure, puisque la fonction de la nylonase est à la fois spécifique et complexe. Le partisan de la théorie du dessein intelligent William Dembski a posté une réponse dans laquelle il s'interroge sur le fait que les modifications génétiques à l'origine des nylonases puissent être considérées comme faisant preuve d'une complexité spécifique. Pour Ken Miller, biologiste opposé au créationnisme, les partisans du dessein intelligent affirment qu'il est impossible de savoir s'il s'agit d'un résultat de dessein intelligent ou d'évolution, et que ces deux aspects sont seulement des questions de croyance ou de vision du monde. Cependant, Miller affirme que l'évolution des nylonases, que les scientifiques sont capables de reproduire en laboratoire avec une autre souche bactérienne, est un des nombreux cas qui montrent que l'évolution peut être observée lorsqu'elle se produit.